# Felipe El Debs
Felipe de Cresce El Debs (ur. 29 stycznia 1985 w São Carlos) – brazylijski szachista, arcymistrz od 2010 roku.

## Kariera szachowa
W 1999 r. zdobył złoty medal w mistrzostwach Brazylii juniorów do 14 lat. Dwukrotnie (2002, 2005) zwyciężył w mistrzostwach kraju w juniorów do 20 lat, natomiast w 2004 r. w rozgrywkach tych zdobył medal srebrny. W 2005 r. reprezentował narodowe barwy na rozegranych w Stambule mistrzostwach świata juniorów do 20 lat. W 2007 r. podzielił I-III m. w kołowym turnieju w São José do Rio Preto, w 2008 r. podzielił III m. (za Gilberto Milosem i Sandro Mareco, wspólnie z Krikorem Mekhitarianem) w Santosie. Również w 2008 r. zadebiutował w narodowej drużynie na szachowej olimpiadzie w Dreźnie, uzyskując najlepszy wynik w zespole (8 pkt w 10 partiach na III szachownicy) i jednocześnie wypełniając dwie pierwsze normy na tytuł arcymistrza. W 2010 r. zwyciężył (wspólnie z Everaldo Matsuurą i Alexandrem Fierem) w memoriale Vanderleya Casona de Melo w Campinasie, wypełniając trzecią arcymistrzowską normę. W 2014 r. zdobył srebrny medal indywidualnych mistrzostw Brazylii.
Najwyższy ranking w dotychczasowej karierze osiągnął 1 lutego 2020, z wynikiem 2553 punktów.